# 21703 Shravanimikk
21703 Shravanimikk este un asteroid din centura principală de asteroizi.

## Descriere
21703 Shravanimikk este un asteroid din centura principală de asteroizi. A fost descoperit pe 7 septembrie 1999 la Socorro, New Mexico, în cadrul proiectului LINEAR. Asteroidul prezintă o orbită caracterizată de o semiaxă mare de 2,24 ua, o excentricitate de 0,17 și o înclinație de 4,2° în raport cu ecliptica.